# Молекулярний позитроній
Молекулярний позитроній, дипозитроній, Ps2 — молекула, що складається з двох атомів позитронія (тобто зв'язана система з двох електронів і двох позитронів).
У 1946 році Джон Арчибальд Вілер припустив, що два атоми позитронія можуть об'єднатися в молекулу з енергією зв'язку близько 0,4 еВ (дипозитроній). У 2005 році з'явилися повідомлення про можливе спостереження молекулярного позитронія Ps2, підтверджені у вересні 2007 року. Молекулярний позитроній був відкритий Девідом Кассіді і Алленом Мілз з Каліфорнійського університету в Ріверсайді. Молекули Ps2 були виявлені при опроміненні тонкої плівки пористого кварцу потужним потоком позитронів. При гальмуванні в кварці позитрони захоплювали в ньому електрони, утворюючи атоми позитронія, деякі з яких жили до анігіляції достатній час, щоб, в свою чергу, провзаємодіяти один з одним і утворити молекули Ps2.
Удосконалення в техніці цього експерименту до 2010 року дозволили досліджувати взаємодії поляризованих атомів позитронія. У 2012 році Кассіді та ін. зуміли отримати збуджений стан позитронія з орбітальним квантовим числом L = 1.